# Leslie Van Houten

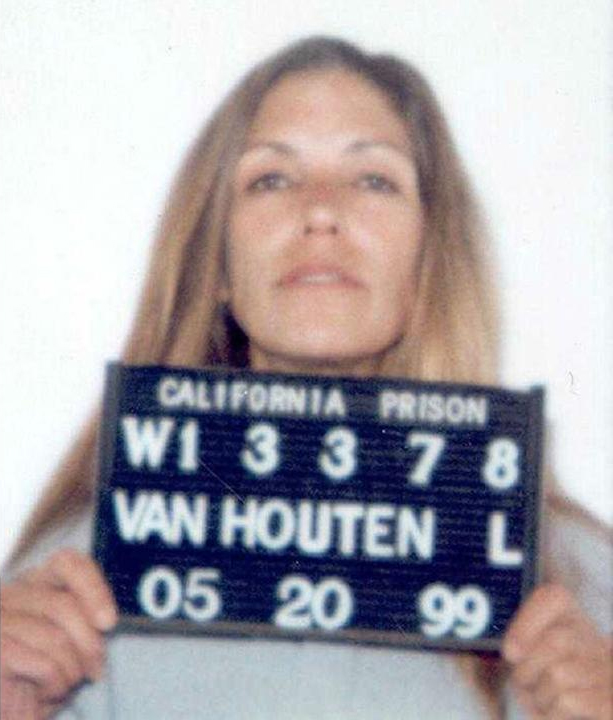
Leslie Van Houten (1999)

Leslie Louise Van Houten (* 23. August 1949 in Los Angeles, Kalifornien) ist eine US-amerikanische verurteilte Mörderin und ein ehemaliges Mitglied der Manson Family. Bekannt wurde sie durch ihre Beteiligung an der von Charles Manson beauftragten Ermordung des Unternehmerehepaars Leno und Rosemary LaBianca.

## Leben
Leslie Van Houten hatte zunächst eine glückliche Kindheit, bis sich ihre Eltern scheiden ließen. Sie war zu diesem Zeitpunkt 14 Jahre alt. Sie erfreute sich zu Schulzeiten großer Beliebtheit und wurde zweimal zur Ballkönigin ihrer Schule gewählt. Die geänderte familiäre Situation warf sie aber aus der Bahn. Das Mädchen begann sich herumzutreiben und mit Drogen zu experimentieren, vorzugsweise mit LSD. Bereits in ihrem 16. Lebensjahr wurde sie schwanger, ließ das Kind allerdings abtreiben. Im Jahr 1968 lernte sie den Jungschauspieler Bobby Beausoleil kennen und verliebte sich in ihn. Beausoleil verbrachte damals bereits viel Zeit mit den Mitgliedern der sogenannten Manson Family. Van Houten schloss sich daraufhin ebenfalls der Manson Family an.
Am 9. August 1969 verübten Mitglieder der Manson Family die Tate-Morde, an denen Van Houten nicht beteiligt war. Am 10. August 1969 schickte Manson Van Houten, Patricia Krenwinkel und Charles Watson zum Anwesen des Unternehmerehepaares Leno und Rosemary LaBianca in Los Feliz, Los Angeles. Manson war anfangs selbst zugegen und fesselte die Opfer, verließ dann aber den Tatort. Krenwinkel und Van Houten erstachen im Schlafzimmer die gefesselte Rosemary LaBianca, während Watson im Untergeschoss Leno LaBianca tötete. Die Täter schmierten Parolen mit dem Blut ihrer Opfer an die Wände und verunstalteten die Leiche von Leno LaBianca mit Essbesteck.
Van Houten behauptete später, erst auf Rosemary LaBianca eingestochen zu haben, als diese bereits tot war, widersprach sich allerdings in unterschiedlichen Aussagen bei ihren Bewährungsanhörungen. Die Autopsie konnte nicht eindeutig klären, welcher der Beteiligten welchen Mord verübt hatte.
Während des Prozesses gegen Van Houten verschwand Ronald Hughes, Van Houtens Anwalt, zunächst spurlos. Seine Leiche wurde Monate später in Sespe Hot Springs, Ventura County, aufgefunden. Es war nicht mehr möglich, die Todesursache festzustellen. Vincent Bugliosi, seinerzeit der ermittelnde Staatsanwalt, wies darauf hin, dass Hughes’ Verteidigung so aufgebaut war, dass sie seine Mandantin entlastete, Manson hingegen belastete. Konkrete Hinweise auf eine Beteiligung der Manson Family an seinem Tod hatten sich allerdings nicht ergeben. Zwei nicht genannte Mitglieder der „Family“ sollen angegeben haben, dass der Tod von Hughes ein Racheakt gewesen sei. Es wurde jedoch niemals Anklage erhoben.
Für den Mord an den LaBiancas wurden Van Houten, Krenwinkel, Watson (die beiden zuletzt genannten auch im Zusammenhang mit den Tate-Morden) und Manson 1971 zum Tode verurteilt. Die Todesstrafe wurde 1972 in Kalifornien allerdings für kurze Zeit außer Kraft gesetzt, die Strafen daraufhin in lebenslange Haft umgewandelt.
Van Houten saß, wie Krenwinkel, in der California Institution for Women in Chino, Kalifornien, ein. Sie bemühte sich viele Jahre erfolglos um vorzeitige Haftentlassung auf Bewährung. Auch der mit Van Houten befreundete Filmemacher John Waters setzte sich für ihre Entlassung ein.
Am 14. April 2016 empfahl das California Parole Board nach 19 erfolglosen Gesuchen erstmals eine Haftentlassung auf Bewährung. Allerdings hätte dazu der damalige Gouverneur Jerry Brown sein Einverständnis geben müssen, was er am 22. Juli 2016 ablehnte. Leslie Van Houtens Freilassung stelle ein nicht hinnehmbares Risiko für die Gesellschaft dar, so Brown. Eine weitere Empfehlung aus dem September 2017 wies Brown im Januar 2018 zurück.
Im Januar 2019 empfahl die Bewährungskommission wieder eine Haftentlassung, die vom amtierenden Gouverneur Gavin Newsom mit der Feststellung verhindert wurde, dass von Van Houten weiter eine Gefahr für die Gesellschaft ausgehe. Im Jahr 2020 lehnte Newsom eine Entlassung mit der Begründung ab, Van Houten habe noch nicht ein volles Verständnis über die Faktoren entwickelt, die sie damals zu den Taten verleitet hätten. Im November 2021 sprach die Bewährungskommission erneut eine Entlassungsempfehlung aus. Am 29. März 2022 entschied Gouverneur Newsom, dass Van Houten nach wie vor eine Gefahr für die Gesellschaft darstelle und deshalb weiter in Haft bleiben müsse.
Am 30. Mai 2023 hob ein kalifornisches Berufungsgericht in Los Angeles bei Van Houten als erstem Mitglied der Manson-Familie die Verweigerung von Gouverneur Newsom auf, sie auf Parole freizulassen. Am 7. Juli 2023 kündigte Gouverneur Newsom an, dass er keine Berufung beim Obersten Gerichtshof Kaliforniens einlegen werde, um ihre Bewährung zu blockieren, und ebnete damit den Weg für ihre Freilassung. Am 11. Juli 2023 wurde bekannt, dass sie unter Auflagen aus der Haft entlassen wurde. Ihre Anwältin sagte, Van Houten werde zunächst ein Jahr in einer Einrichtung leben, in der sie auf die Rückkehr in eine Welt vorbereitet werde, die sich in den vergangenen fünf Jahrzehnten sehr verändert habe.

## In der Kunst
- Im Fernsehfilm Helter Skelter – Die Nacht der langen Messer (1976) wurde Leslie Van Houten von Cathey Paine dargestellt.
- In Helter Skelter  (2004) wurde Van Houten von Catherine Wadkins dargestellt.
- In der Zeichentrickserie Die Simpsons ist die Figur des Milhouse van Houten nach ihr benannt.[16]
- In Charlie Says  (2018) wurde Van Houten von Hannah Murray dargestellt.
- 2019 wurde sie im Kinofilm Once Upon a Time in Hollywood von Victoria Pedretti gespielt.